# Palazzo del Podestà (Parma)
Il palazzo del Podestà è un edificio dalle forme tardo romaniche, situato sul lato sud della centralissima piazza Garibaldi a Parma, in adiacenza al palazzo del Comune.

## Storia
Il palazzo fu costruito tra il 1221 e il 1240 sul lato sud della "Platea Communis" (attuale piazza Garibaldi), ad est dell'odierna strada Farini, in collegamento attraverso un "balatorium" col non più esistente palazzo del Torello, antica sede del Comune risalente al 1221. L'edificio fungeva da residenza del podestà, che fino ad allora non aveva una dimora fissa in città.
Tra il 1281 e il 1282 fu innalzato in aderenza all'edificio il palazzo del Capitano del Popolo, nuova sede comunale, collegata al palazzo del Podestà attraverso un piccolo ingresso ed una scala. Perse nel tempo le originarie funzioni, l'edificio divenne una costola del palazzo comunale.
Nel 1606 il palazzo fu parzialmente danneggiato dal crollo dell'altissima Torre civica, che invece distrusse completamente il palazzo del Capitano del Popolo, ricostruito in seguito in forme tardo rinascimentali tra il 1627 e il 1673.
Nel 1760 l'architetto di Corte Ennemond Alexandre Petitot fu incaricato di uniformare in stile neoclassico la facciata del palazzo alla piazza, in occasione delle nozze fra la principessa Isabella di Borbone ed il futuro imperatore Giuseppe II d'Asburgo-Lorena; il restauro, che comportò la chiusura delle trifore medievali e l'intonacatura delle facciate, fu completato nel 1762.
Nel 1927 il palazzo fu nuovamente restaurato, eliminando l'intonaco e riportando così alla luce l'antica facciata medievale sulla piazza.
A partire dal giugno del 2016 l'edificio fu sottoposto a un nuovo intervento di restauro, con la spazzolatura e la pulizia della facciata e la messa in sicurezza del tetto e delle merlature; i lavori durarono 6 mesi, per un costo a carico del Comune di 350000 €.

## Descrizione

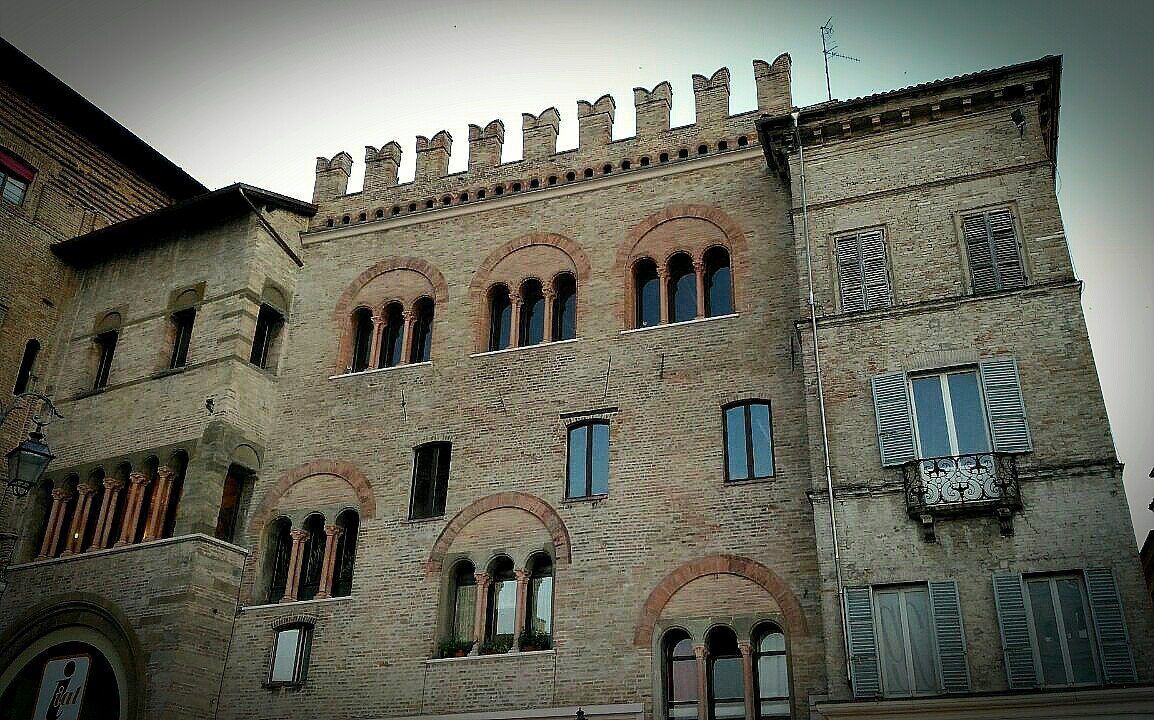
Particolare della facciata

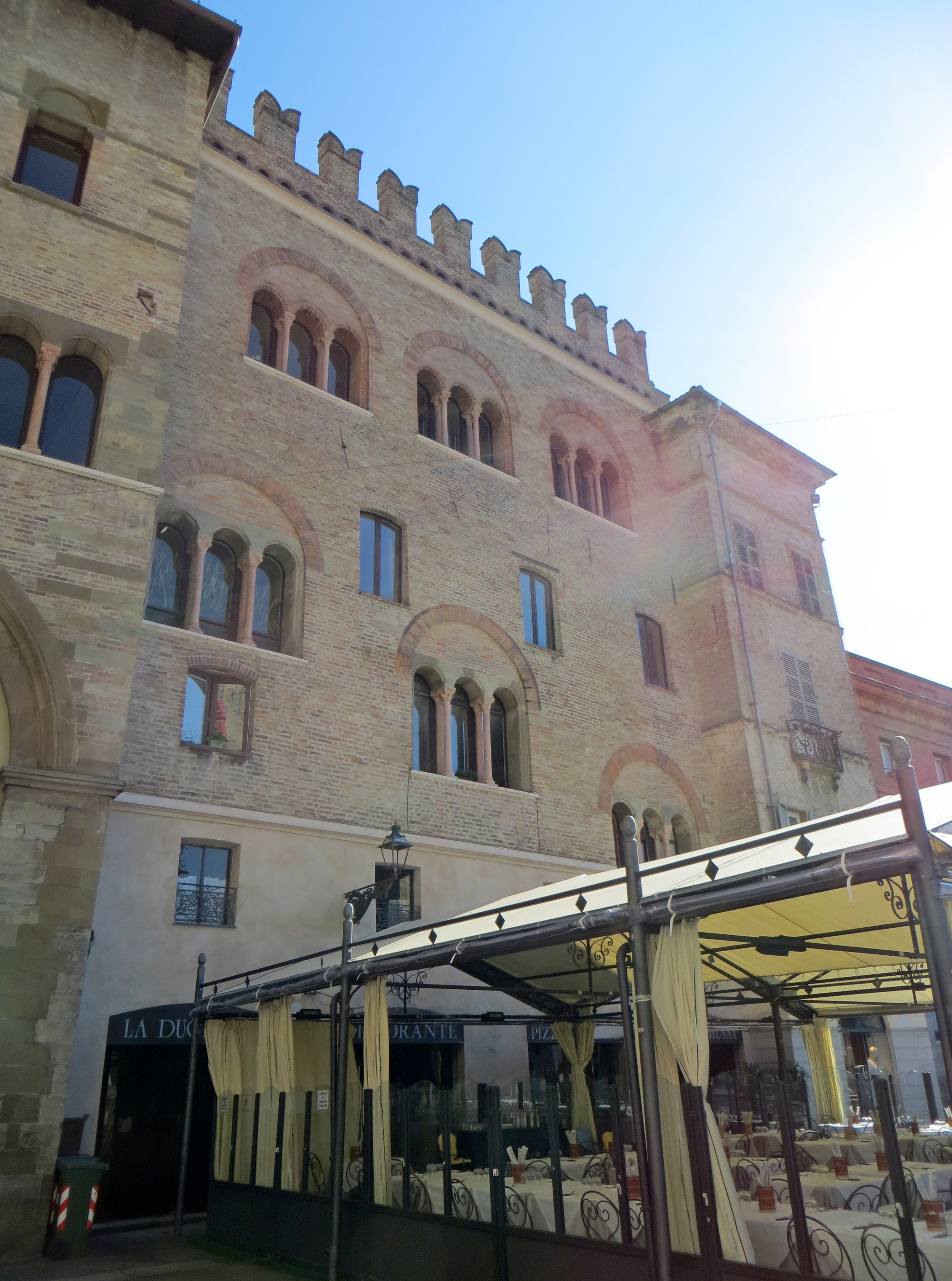
Facciata

L'edificio è costituito da due porzioni, di cui quella a sinistra, a diretto contatto con il palazzo del Comune, leggermente aggettante sulla piazza; in perfetto allineamento con strada Cavour, essa si sviluppa su un ampio voltone coronato da una serie di monofore, in corrispondenza del pianerottolo di arrivo dell'antico scalone, oggi non più esistente, che conduceva al secondo piano, dove nel XIII secolo sorgeva la residenza del podestà.
Il corpo centrale, più ampio, è caratterizzato dalle eleganti trifore medievali, che manifestano l'antica presenza della scala, la cui rampa iniziale in origine sorgeva in corrispondenza dell'angolo con strada Farini. Al piano terreno si trovano dei negozi, ove anche all'epoca della costruzione del palazzo sorgevano alcune botteghe.
A coronamento della facciata sorge una merlatura a coda di rondine, ricostruita secondo le forme originarie durante il restauro del 1927.